# Lukácsháza
Lukácsháza è un comune dell'Ungheria di 1.023 abitanti (dati 2001). È situato nella contea di Vas.